# Cesare Perdisa
Cesare Perdisa, italijanski dirkač Formule 1, * 21. oktober 1932, Bologna, Italija, † 10. maj 1998, Italija. 
Cesare Perdisa je pokojni italijanski dirkač Formule 1. Debitiral je na dirki za Veliko nagrado Monaka v sezoni 1955 in dosegel tretje mesto, kar je njegov najboljši rezultat kariere, ki ga je ponovil še na Veliki nagradi Belgije v sezoni 1956, ko je dosegel še eno peto mesto na Veliki nagradi Francije. V sezoni 1957 je nastopil le na prvi dirki sezone za Veliko nagrado Argentine in ostal brez točk na šestem mestu, po tem ni nikoli več dirkal v Formuli 1. Umrl je leta 1998.

## Popolni rezultati Formule 1
(legenda) (odebeljene dirke pomenijo najboljši štartni položaj, poševne pa najhitrejši krog, †-uvrščen kljub odstopu)
| Leto | Moštvo                    | Šasija        | Motor               | 1     | 2     | 3   | 4     | 5     | 6    | 7       | 8   | Prv | Toč |
| ---- | ------------------------- | ------------- | ------------------- | ----- | ----- | --- | ----- | ----- | ---- | ------- | --- | --- | --- |
| 1955 | Officine Alfieri Maserati | Maserati 250F | Maserati Straight-6 | ARG   | MON 3 | 500 | BEL 8 | NIZ   | VB   | ITA     |     | 18. | 2   |
| 1956 | Officine Alfieri Maserati | Maserati 250F | Maserati Straight-6 | ARG   | MON 7 | 500 | BEL 3 | FRA 5 | VB 7 | NEM DNS | ITA | 16. | 3   |
| 1957 | Scuderia Ferrari          | Lancia D50    | Ferrari V8          | ARG 6 | MON   | 500 | FRA   | VB    | NEM  | PES     | ITA | -   | 0   |